# Молина Энрикес, Андрес
Андрес Моли́на Энри́кес (исп. Andrés Molina Enríquez; 30 ноября 1868, Хилотепек-де-Абасоло, штат Мехико — 	2 августа 1940, 	
Толука-де-Лердо) — мексиканский революционный интеллектуал, политический деятель, историк, публицист. По образованию юрист. Представитель радикального крыла революционной демократии. Автор основного труда «Важные национальные проблемы» (1909), в которой опирался на свой опыт работы в качестве нотариуса и мирового судьи в штате Мехико.
Это произведение и его публицистика оказали большое воздействие на развитие революционной мысли в Мексике и свержение диктатуры Порфирио Диаса в ходе Мексиканской революции 1910—1917, когда Молина Энрикес сражался в рядах революционной армии. Как член Учредительного собрания 1917 года, активно выступал за национализацию земли и требования революционных крестьян по радикальной аграрной реформе.
Его называли «Руссо мексиканской революции» и считали интеллектуальным отцом движения за земельную реформу в современной Мексике, воплощённого в редактированной им статье 27 Конституции 1917 года, «преодолевшей либеральное табу на вмешательство государства во владение и управление частной собственностью».

## Влияние и труды

### «Важные национальные проблемы»
Молина Энрикес наиболее известен своей книгой 1909 года «Важные национальные проблемы» (Los Grandes Problemas Nacionales), в которой резко критиковался режим Порфирио Диаса. Молина Энрикес охарактеризовал период после 1821 года как эпоху национального распада. В книге освещены проблемы острых политических разногласий, повторяющихся вооруженных конфликтов и периодических иностранных интервенций. Молина Энрикес особо остановился на двух аспектах: земельной реформе и правах коренных народов, — и их месте в обществе в социальном плане. Хорошо известна цитата из книги: «la hacienda no es negocio» [асьенда — не бизнес], то есть поместья, уходящие корнями в эпоху испанского завоевания, были по большей части не ориентированы на прибыль, а «феодальными» предприятиями, поэтому сельская Мексика была лишь частично капиталистической и модерной.

### Права коренных народов
Молина Энрикес утверждал, что коренные народы пострадали из-за своего положения в национальной социальной структуре. Молина Энрикес считал, что для того, чтобы разрешить страдания коренных народов и добиться равенства, они должны быть интегрированы в национальное государство, и эта идея станет центральной для движения коренных жителей, когда оно станет международным. Молина Энрикес утверждал, что единственными истинными мексиканцами были не креолы, остававшиеся испанцами / французами по своему мышлению и способу жизни, а метисское большинство со своей собственной культурой, которое и унаследует страну.

### Земельная реформа
Молина Энрикес подчёркивал необходимость земельной реформы. В августе 1911 года он издал План де Тескоко в качестве прелюдии к восстанию, в котором он призвал к установлению диктатуры, приверженной земельной реформе (по Молине Энрикесу, роль диктатуры будет заключаться в том, чтобы разделить большие асьенды между отдельными, а не общинными претендентами). Версия текста была опубликована в газете El Imparcial. Вскоре автор был арестован правительством Франсиско Леона де ла Барра 25 августа 1911 года за публикацию документа, который впоследствии характеризовали как очень влиятельный на начальном этапе Мексиканской революции.
Молина Энрикес в конечном итоге станет ключевым советником комитета, разработавшего статью 27 Конституции Мексики, и членом Национальной аграрной комиссии. Он помог создать юридический мандат на уничтожение системы асьенд и рецентрализацию государственной власти.